# Mak Yong
Mak Yong tradicionalni je oblik dramskog plesa iz sjeverne Malezije, u saveznoj državi Kelantan. Pan-Malezijska islamska stranka zabranila ga je zbog njegovih animističkih i hinduističko- budističkih korijena.  Godine 2005. UNESCO je kazalište Mak Yong proglasio " Remek-djelima usmene i nematerijalne baštine čovječanstva".
Mak Yong se smatra najautentičnijim predstavnikom malajske izvedbene umjetnosti, jer je uglavnom netaknut promjenama. Iako su na većinu tradicionalnih malajskih plesova utjecali plesovi Indije, Jave i drugih dijelova jugoistočne Azije, Mak Yong je zadržao svoj posebni izgled. Od glavnih priča izvedenih u Mak Yongu, većina je izvedena iz lokalnih priča. Neke od priča koje su došle izvan malajsko-tajlandske regije sada su izumrli u tim dijelovima, poput indijske priče Anaka Raje Gondanga, ali koja je u Indiji gotovo nestala.
Predstava započinje odavanjem počasti duhovima ( semah kumpung ). Nakon toga slijede ples, gluma i improvizirani dijalozi. Priče su predstavljene u nizu trosatnih predstava tijekom nekoliko noći. Glavna plesačica zove se Pak Yong i oblači se poput kralja. Glumačka postava obično uključuje kraljicu iz drugog kraljevstva, djevojke iz palače i lude. Tradicionalno su svi izvođači žene, osim klaunova koji su uvijek muškarci. Grupa Jong Dongdang pjeva i pleše između poglavlja i na završetku priče. MAK Yong orkestar je mala skupina glazbenika koje čine tri gudačke lutnje, bubanj (gendang), i par gonga, a ponekad su u orkestru flautu (serunai), keduk bubnjevi i male činele (kesi).
Danas postoji manje od deset originalnih izvođača Mak Yonga. Iako je bilo nekoliko pokušaja oživljavanja umjetničke forme, iskusni izvođači primijetili su jasnu razliku između komercijaliziranog Mak Yonga kod urbanih plesača u usporedbi s pokretima seoskih izvođača. Malo mladih ljudi je zainteresirano za Mak Yong pa on sada propada.